# Parigi-Roubaix 2014
La Parigi-Roubaix 2014, centododicesima edizione della corsa e valevole come decima prova dell'UCI World Tour 2014, si è svolta il 13 aprile 2014 lungo un percorso di 257 km, da Compiègne a Roubaix, comprendente ben 28 tratti di pavé per una distanza totale pari a 51,1 km. È stata vinta dall'olandese Niki Terpstra con il tempo di 6h09'01".

## Percorso
Il percorso dell'edizione 2014 si è sviluppato su una lunghezza di 257 km ed è partito da Compiègne con arrivo a Roubaix. Sul percorso, interamente pianeggiante, si sono incontrati 51,1 km di pavé, suddivisi in 28 cosiddetti settori, ciascuno caratterizzato da differente lunghezza e difficoltà (cinque stelle per i tratti più difficoltosi).
Settori in pavé
| Settore Numero | Nome                                      | Chilometro | Lunghezza (m) | Categoria         |
| -------------- | ----------------------------------------- | ---------- | ------------- | ----------------- |
| 28             | Troisvilles > Inchy                       | 97,5       | 2200          | * · * · *         |
| 27             | Viesly > Quiévy                           | 104        | 1800          | * · * · *         |
| 26             | Quiévy > Saint-Python                     | 106,5      | 3700          | * · * · * · *     |
| 25             | Saint-Python                              | 111        | 1500          | * · *             |
| 24             | Solesmes > Haussy                         | 119,5      | 800           | * · *             |
| 23             | Saulzoir > Verchain-Maugré                | 126        | 1200          | * · *             |
| 22             | Verchain-Maugré > Quérénaing              | 130,5      | 1600          | * · * · *         |
| 21             | Quérénaing > Famars                       | 135        | 1200          | * · *             |
| 20             | Maing > Monchaux-sur-Écaillon             | 140,5      | 1600          | * · * · *         |
| 19             | Haveluy > Wallers                         | 153        | 2500          | * · * · * · *     |
| 18             | Foresta di Arenberg                       | 161,5      | 2400          | * · * · * · * · * |
| 17             | Wallers > Hélesmes                        | 167,5      | 1600          | * · * · *         |
| 16             | Hornaing > Wandignies-Hamage              | 174,5      | 3700          | * · * · * · *     |
| 15             | Warlaing > Brillon                        | 182        | 2400          | * · * · *         |
| 14             | Tilloy-lez-Marchiennes > Sars-et-Rosières | 185        | 2400          | * · * · * · *     |
| 13             | Beuvry-la-Forêt > Orchies                 | 191,5      | 1400          | * · * · *         |
| 12             | Orchies                                   | 196,5      | 1700          | * · * · *         |
| 11             | Auchy-lez-Orchies > Bersée                | 202,5      | 2700          | * · * · * · *     |
| 10             | Mons-en-Pévèle                            | 208        | 3000          | * · * · * · * · * |
| 9              | Mérignies > Avelin                        | 214        | 700           | * · *             |
| 8              | Pont-Thibaut > Ennevelin                  | 217,5      | 1400          | * · * · *         |
| 7              | Templeuve Le Moulin de Vertain            | 223,5      | 500           | * · *             |
| 6-1            | Cysoing > Bourghelles                     | 230        | 1300          | * · * · * · *     |
| 6-2            | Bourghelles > Wannehain                   | 232,5      | 1100          | * · * · *         |
| 5              | Camphin-en-Pévèle                         | 237        | 1800          | * · * · * · *     |
| 4              | Carrefour de l'Arbre                      | 240        | 2100          | * · * · * · * · * |
| 3              | Gruson                                    | 242        | 1100          | * · *             |
| 2              | Willems > Hem                             | 249        | 1400          | * · *             |
| 1              | Roubaix                                   | 256        | 300           | *                 |

## Squadre e corridori partecipanti
| N.      | Cod. | Squadra                 |
| ------- | ---- | ----------------------- |
| 1-8     | TFR  | Trek Factory Racing     |
| 11-18   | BEL  | Belkin Pro Cycling Team |
| 21-28   | OPQ  | Omega Pharma-Quickstep  |
| 31-38   | BMC  | BMC Racing Team         |
| 41-48   | OGE  | Orica-GreenEDGE         |
| 51-58   | SKY  | Team Sky                |
| 61-68   | KAT  | Katusha Team            |
| 71-78   | ALM  | AG2R La Mondiale        |
| 81-88   | GRS  | Garmin-Sharp            |
| 91-98   | FDJ  | FDJ.fr                  |
| 101-108 | CAN  | Cannondale              |
| 111-118 | LAM  | Lampre-Merida           |
| 121-128 | GIA  | Team Giant-Shimano      |

| N.      | Cod. | Squadra                           |
| ------- | ---- | --------------------------------- |
| 131-138 | LTB  | Lotto-Belisol                     |
| 141-148 | EUC  | Team Europcar                     |
| 151-158 | IAM  | IAM Cycling                       |
| 161-168 | MOV  | Movistar Team                     |
| 171-178 | AST  | Astana Pro Team                   |
| 181-188 | TCS  | Tinkoff-Saxo                      |
| 191-198 | BSE  | Bretagne-Séché Environnement      |
| 201-208 | WGG  | Wanty-Groupe Gobert               |
| 211-218 | COF  | Cofidis, Solutions Credits        |
| 221-228 | TSV  | Topsport Vlaanderen-Baloise       |
| 231-238 | TNE  | Team NetApp-Endura                |
| 241-248 | UHC  | UnitedHealthcare Pro Cycling Team |

## Ordine d'arrivo (Top 10)
| Pos. | Corridore           | Squadra       | Tempo    |
| ---- | ------------------- | ------------- | -------- |
| 1    | Niki Terpstra       | Omega Pharma  | 6h09'01" |
| 2    | John Degenkolb      | Giant-Shimano | a 20"    |
| 3    | Fabian Cancellara   | Trek Factory  | s.t.     |
| 4    | Sep Vanmarcke       | Belkin        | s.t.     |
| 5    | Zdeněk Štybar       | Omega Pharma  | s.t.     |
| 6    | Peter Sagan         | Cannondale    | s.t.     |
| 7    | Geraint Thomas      | Team Sky      | s.t.     |
| 8    | Sebastian Langeveld | Garmin-Sharp  | s.t.     |
| 9    | Bradley Wiggins     | Team Sky      | s.t.     |
| 10   | Tom Boonen          | Omega Pharma  | s.t.     |